# Серебряный военный знак
Серебряный военный знак (англ. Silver War Badge, сокр. SWB) — нагрудный знак, который выдавался в Соединённом Королевстве и Британской империи военнослужащим, которые были с почестями уволены со службы из-за ранений или болезней во время Первой мировой войны. Учреждён королём Георгом V.

## История

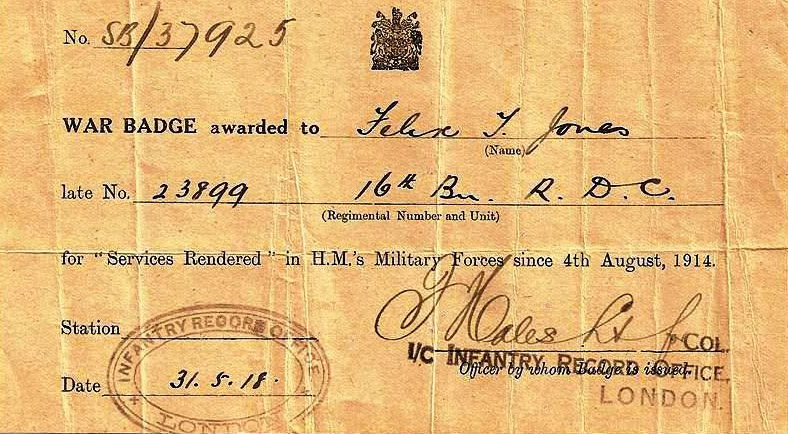
Сертификат знака

Знак, иногда известный как «Знак демобилизации» (Discharge Badge), «Знак ранения» (Wound Badge) или «Знак за оказанные услуги» (Services Rendered Badge), был впервые выдан в сентябре 1916 года вместе с официальным сертификатом о праве на него. Если человек служил в зоне боевых действий, то к значку прилагался Королевский сертификат демобилизации, в котором говорилось, что он «служил с честью».
Знак из серебра 925 пробы предназначался для ношения на лацкане гражданской одежды. Награда была введена за получение ранений или увечий во время верной военной службы Британской Короне. Немаловажной причиной его введения стала практика, сложившаяся в первые годы войны в Соединённом Королевстве, когда некоторые женщины публично смущали мужчин боеспособного возраста, которые не были в военной форме, демонстративно вручая им белые перья, как намек на трусость. В продолжающейся войне значительное количество военнослужащих, уволенных из Британской армии по причине непригодности для военной службы (но не очевидной по их внешнему виду), подвергались таким преследованиям. Знак, который они носили на правой части груди гражданской одежды, был средством предотвращения подобных инцидентов.

## Описание
На Серебряном военном знаке изображен королевский вензель «GRI» (Georgius Rex Imperator), а по окружности надпись «For King and Empire — Services Rendered». Крепился к одежде заколкой в виде иглы (штифт). Каждый знак имел уникальный номер на обратной стороне. Военное министерство вело реестры, в которых регистрировались номера солдат и всех выданных знаков. Каждый знак сопровождался документом по форме W5149. Военные власти Канады, Новой Зеландии, Австралии, Южной Африки и Родезии вели собственные реестры, копии которых передавались в Военное министерство в Лондоне.

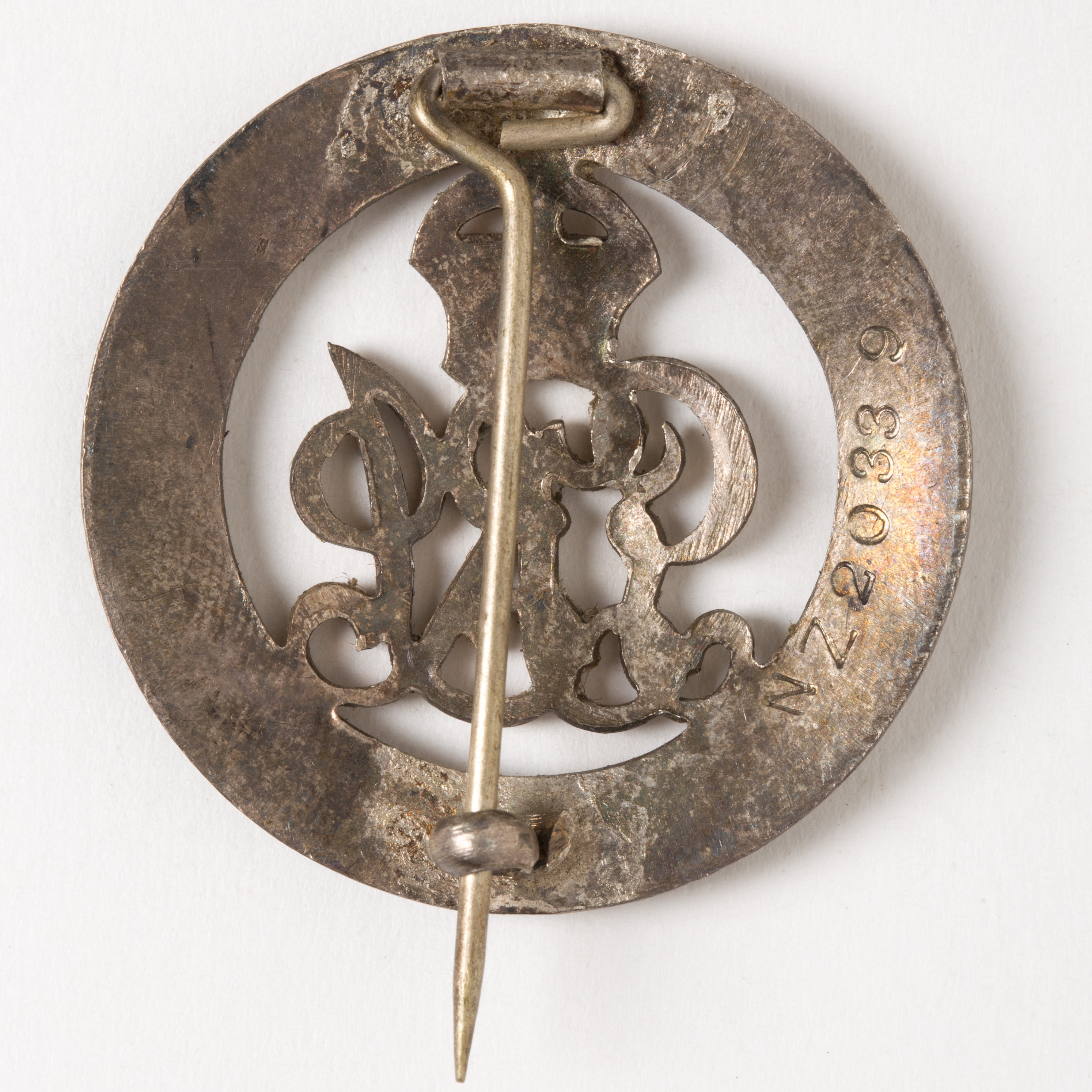
Знак с префиксом «NZ»

Некоторые из Серебряных военных знаков перед номером имели отдельный префикс: «RAF» (Королевские ВВС); «RN» (Королевский ВМФ); «MS» (Торговый флот); «NZ» (выдан новозеландским солдатам); «SA» (выдан южноафриканским солдатам); «A» (выдан австралийским солдатам); «C» (выдан канадским солдатам); «I» (выдан индийским солдатам); «N» (выпущен в Ньюфаундленде).
Всего было выдано около 1 150 000 знаков. Военнослужащие Вооружённых сил Великобритании, которые были уволены из армии после 31 декабря 1919 года, не имели права на получение этого знака.
Похожая награда с названием Королевский знак была выпущена В Великобритании во время Второй мировой войны. Каждый знак также выдавался с сертификатом, но, в отличие от знака Первой мировой войны, не имел индивидуального номера.